# Steen, papier, schaar

Steen, papier, schaar of blad, steen, schaar, ook schaar, steen, papier of blad, schaar, steen is een wijdverbreid nulsomspel dat met de hand gespeeld wordt.
Het spel wordt gebruikt om te loten, bijvoorbeeld om te bepalen wie aan de beurt is bij een spel zoals tikkertje, verstoppertje of varianten daarvan. Het voordeel hierbij is dat er geen derde element nodig is (zoals bij het raden van een getal), en geen materiaal zoals bij kop of munt en een dobbelsteen rollen. De uitkomst is onvoorspelbaar, in tegenstelling tot het gebruik van een aftelrijmpje.
| Steen | Papier | Schaar |
| Elk van de drie handgebaren (van links naar rechts: steen, papier en schaar) verslaat een van de andere gebaren. |        |        |

## Regels
De twee spelers tellen af en steken tegelijk zonder aarzeling de hand uit in de vorm van:
- een vuist (steen) wint van twee gespreide vingers (de steen maakt de schaar bot)
- een vlakke hand (papier) wint van een vuist (het papier bedekt de steen)
- twee gespreide vingers (schaar) winnen van een vlakke hand (de schaar verknipt het papier)

Het spel wordt doorgaans een afgesproken oneven aantal keren gespeeld (meestal drie keer), zodat er geen gelijkspel uit de bus kan komen. De winnaar is degene die de meeste winnende combinaties maakte.

## Theorie
Steen, papier, schaar is een voorbeeld van wat in de wiskunde een cyclische orde wordt genoemd. Rangschikt men de drie objecten naar sterkte, dan volgt papier op steen, schaar op papier, steen weer op schaar, enzovoort:
... < steen < papier < schaar < steen < papier < schaar < steen < ...

## Varianten
In Nederlands-Indië bestond een iets andere versie. Dit werd soeten genoemd:
- Duim (olifant) wint van wijsvinger (mens): de olifant vertrapt de mens;
- Wijsvinger (mens) wint van pink (mier): de mens vertrapt de mier;
- Pink (mier) wint van duim (olifant): de olifant is machteloos tegen mieren in zijn slurf.

## Trivia
Er bestaan dobbelstenen die steen, papier, schaar simuleren. Hiermee wordt de eventuele strategiefactor uitgeschakeld, maar het voordeel van steen, papier, schaar is juist dat er geen hulpmiddelen nodig zijn. In plaats van die speciale dobbelstenen kan men net zo goed een gewone dobbelsteen gebruiken of een munt opgooien.